# Obelisc Blanc
L'Obelisc Blanc és un gran monòlit de pedra trobat en l'antic assentament assiri de Nínive, al nord de l'Iraq. Excavat per l'arqueòleg Hormuzd Rassam al 1853, és un dels dos únics obeliscos intactes (juntament amb l'Obelisc Negre) que han sobreviscut de la civilització assíria. Tots dos es conserven encara al Museu Britànic. L'Obelisc Blanc data del començament de l'Imperi neoassiri i se li han atribuït diversos orígens, com del regnat d'Assurnasirpal I (c. 1040 abans de la nostra era), Teglatfalassar II (c. 950 abans de la nostra era) o Assurnasirpal II (c. 870 abans de la nostra era).

## Descobriment
L'obelisc es va descobrir a Nínive; el trobà Hormuzd Rassam al juliol del 1853. Segons l'informe de l'excavació, era a uns 60 metres al nord-est del palau de Sennàquerib a una fondària d'uns 5 metres per sota de la superfície del monticle. Després l'enviaren a Londres per Bombai en el vaixell HMS Akbar al març del 1854. Arribà a Londres al febrer del 1855, i el dipositaren en la col·lecció nacional anglesa.

## Descripció
L'Obelisc Blanc és un pilar de quatre costats molt gros, tallat en un bloc de calcària blanca amb decoració gravada en relleu en tots els costats de l'obelisc, i amb una inscripció a la banda de dalt. Les talles mostren campanyes i activitats recreatives (inclosa una escena de caça) d'un rei assiri que s'ha identificat com Assurnasirpal I, Teglatfalassar II o Assurnasirpal II. Segons Julin Reade, l'estil dels vestits suggereix que aquesta impressionant estela es va realitzar sota el regnat d'Assurnasirpal I, ja que molts cortesans usen un barret de tipus fes, que sols es coneix per escultures del segle XIII abans de la nostra era. Si aquest és el cas, l'Obelisc Blanc és una de les primeres representacions conegudes d'escultura assíria.

## Inscripció i relleus

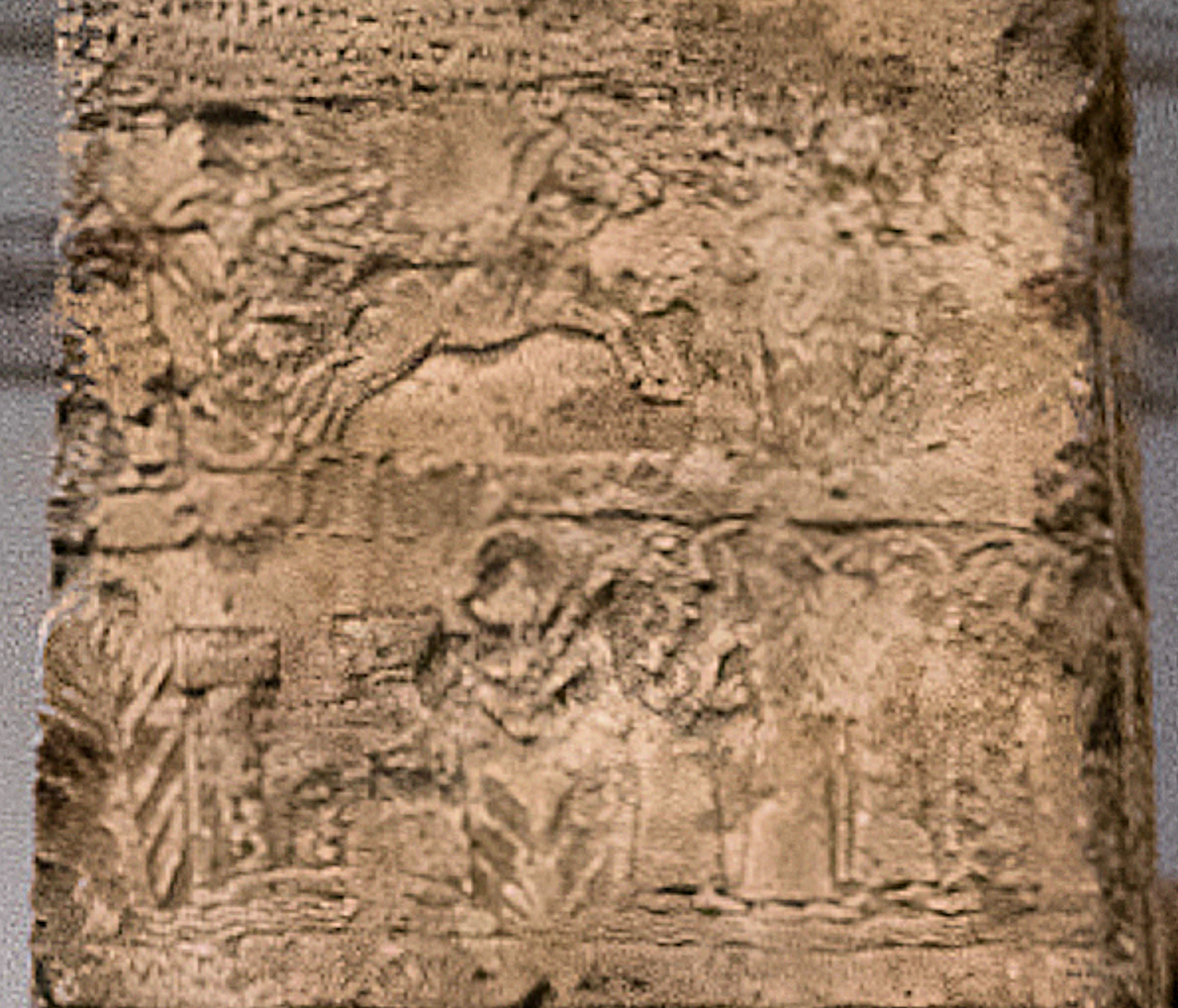
Detall amb l'escena d'un combat

La part conservada de la inscripció en la part de dalt de l'obelisc descriu el rei assiri com un gran conqueridor, portant botí, presoners i ramats d'animals a la ciutat d'Aššur. En cada costat de l'obelisc es mostren vuit fileres de plafons amb representacions en baix relleu. Hi ha diferents escenes que inclouen les expedicions militars del rei, el monarca rebent tribut, banquets de cortesans i la caça d'animals. Un conjunt d'escenes religioses acompanya una inscripció, que explica que l'escena mostra el rei abocant un libació per a la dea Inanna, la deïtat principal de Nínive.